# Dick Rathmann
James Merwin Rathmann, detto Dick (Los Angeles, 6 gennaio 1924 – Melbourne, 1º febbraio 2000), è stato un pilota automobilistico statunitense.

## Biografia
Nacque con il nome di James ma fu noto nelle corse come Dick, diminutivo di Richard. Infatti il fratello minore Richard utilizzò il nome Jim, diminutivo di James, per poter iniziare a correre senza avere ancora raggiunto l'età minima. Quello che doveva essere uno stratagemma temporaneo finì per segnare i fratelli Rathmann per tutta la loro vita.
Corse inizialmente nello AAA nelle stagioni 1949 e 1950. Nel 1951 passò alla serie NASCAR Grand National ottenendo molto successo.
Tornò alla Champ Car nel 1956, correndo fino al 1964 e conquistando come miglior risultato un 2º posto a Daytona nel 1959.
Alla 500 Miglia di Indianapolis del 1958 partì in pole position, ma fu costretto al ritiro alla terza curva a causa della carambola che costò la vita a Pat O'Connor.
Tra il 1950 e il 1960 la 500 Miglia di Indianapolis faceva parte del Campionato Mondiale, per questo motivo Rathmann ha all'attivo anche cinque Gran Premi ed una pole-position in Formula 1.

## Risultati in Formula 1
| 1950 | Scuderia                       | Vettura              |  |  |     |  |  |  |  |  |  |  |  | Punti | Pos. |
| ---- | ------------------------------ | -------------------- |  |  | --- |  |  |  |  |  |  |  |  | ----- | ---- |
| 1950 | City of Glendale / A.J. Watson | Watson Indy Roadster |  |  | Rit |  |  |  |  |  |  |  |  | 0     |      |

| 1956 | Scuderia                    | Vettura           |  |  |   |  |  |  |  |  |  |  |  | Punti | Pos. |
| ---- | --------------------------- | ----------------- |  |  | - |  |  |  |  |  |  |  |  | ----- | ---- |
| 1956 | McNamara / Kalamazoo Sports | Kurtis Kraft 500C |  |  | 5 |  |  |  |  |  |  |  |  | 2     | 24º  |

| 1957 | Scuderia             | Vettura           |  |  |    |  |  |  |  |  |  |  |  | Punti | Pos. |
| ---- | -------------------- | ----------------- |  |  | -- |  |  |  |  |  |  |  |  | ----- | ---- |
| 1957 | Sumar / Chapman Root | Kurtis Kraft 500G |  |  | NQ |  |  |  |  |  |  |  |  | 0     |      |

| 1958 | Scuderia                    | Vettura              |  |  |  |     |  |  |  |  |  |  |  | Punti | Pos. |
| ---- | --------------------------- | -------------------- |  |  |  | --- |  |  |  |  |  |  |  | ----- | ---- |
| 1958 | McNamara / Kalamazoo Sports | Watson Indy Roadster |  |  |  | Rit |  |  |  |  |  |  |  | 0     |      |

| 1959 | Scuderia                    | Vettura              |  |     |  |  |  |  |  |  |  |  |  | Punti | Pos. |
| ---- | --------------------------- | -------------------- |  | --- |  |  |  |  |  |  |  |  |  | ----- | ---- |
| 1959 | McNamara / Kalamazoo Sports | Watson Indy Roadster |  | Rit |  |  |  |  |  |  |  |  |  | 0     |      |

| 1960 | Scuderia    | Vettura              |  |  |     |  |  |  |  |  |  |  |  | Punti | Pos. |
| ---- | ----------- | -------------------- |  |  | --- |  |  |  |  |  |  |  |  | ----- | ---- |
| 1960 | Jim Robbins | Watson Indy Roadster |  |  | Rit |  |  |  |  |  |  |  |  | 0     |      |

| Legenda | 1º posto     | 2º posto | 3º posto    | A punti         | Senza punti/Non class.  | Grassetto – Pole position Corsivo – Giro più veloce |
| Legenda | Squalificato | Ritirato | Non partito | Non qualificato | Solo prove/Terzo pilota | Grassetto – Pole position Corsivo – Giro più veloce |